# Oriolidae
Oriolidae é uma família de aves da ordem Passeriformes. Sibley e Ahquist (1990) incluiram o grupo nà família Corvidae.

## Géneros
- Sphecotheres Vieillot, 1816, 3 espécies
- Pitohui Lesson, 1831, 4 espécies
- Oriolus Linnaeus, 1766, 30 espécies:
  - Papa-figos-de-cabeça-verde, Oriolus chlorocephalus
  - Papa-figos-de-cabeça-preta-ocidental, Oriolus brachyrynchus
  - Papa-figos-de-são-tomé, Oriolus crassirostris
  - Papa-figos-de-cabeça-preta, Oriolus larvatus
  - Papa-figos-monge, Oriolus monacha
  - Papa-figos-d'asa-preta, Oriolus nigripennis
  - Papa-figos-dourado, Oriolus auratus
  - Papa-figos-europeu, Oriolus oriolus
  - Papa-figos-chinês, Oriolus chinensis